# Монс Сельмерлев

Монс Пе́ттер А́льберт Са́лен Сельмерле́в (швед. Måns Petter Albert Sahlén Zelmerlöw; швед. вимова: [ˈmɔnːs ˈsɛ̂lmɛˌɭøːv]; нар. 13 червня 1986, Лунд) — шведський співак та телеведучий. Переможець 60-го пісенного конкурсу «Євробачення» з піснею «Heroes». Ведучий «Євробачення-2016».

## Життя і творчість

### Ранні роки
Народився в родині спеціаліста з хірургії Улле Сельмерлева (швед. Olle Zelmerlöw) та професорки логопедії Лундського університету Біргітти Сален (швед. Birgitta Sahlén). Відвідував Лундську школу Ларса-Еріка Ларссона з музичним профілем навчання. Пізніше співав у «Lunds studentsångare» — студентській співочій асоціації Лунда. У 2002 році він взяв участь у зніманні мюзиклу «Joseph and the Amazing Technicolor Dreamcoat», у якому зіграв одного з одинадцяти братів Йосипа. Мюзикл був показаний в офісно-розважальному комплексі «Slagthuset» у місті Мальме.

### 2015—2016: «Євробачення»
У 2015 році, після перемоги на музичному фестивалі «Melodifestivalen», з піснею «Heroes» представляв Швецію на 60-му пісенному конкурсі «Євробачення», де здобув перемогу. А наступного року разом із Петрою Меде став ведучим «Євробачення-2016».

### 2019: альбомTime
2019 року Сельмерлев випустив новий студійний альбом — Time (укр. Час), який зайняв місце серед 20 найкращих шведського музичного чарту «Sverigetopplistan». Альбом поєднує ліричні й енергійні ритми сучасної попмузики. В нього увійшли, зокрема, хіти «Walk With Me» в дуеті зі співачкою Доттер, «Better now» і «Grow up to be you». Після виходу Time Сельмерльов здійснив декілька виступів у Швеції, зокрема у Стокгольмі, Фалуні та Гетеборзі, для просування альбому.

## Дискографія

### Альбоми
- Stand By For… (2007)
- MZW (2009)
- Christmas with Friends (2010)
- Kära vinter (2011)
- Barcelona Sessions (2014)
- Perfectly Damaged (2015)
- Chameleon (2016)
- Time (2019)

### Сингли
- Heroes (2015)
- Revolution (2025)